# Beatrice Atim Anywar
Beatrice Atim Anywar (nhũ danh Beatrice Atim), tên khác Betty Anywar, (sinh ngày 09 tháng 1 năm 1964), là một chính trị gia người Uganda, hiện là thành viên của Quốc hội đương nhiệm, đại diện cho Kitgum phố Cử tri ở kỳ Quốc hội thứ 10 của Uganda (2016-2021).

## Bối cảnh và giáo dục
Anywar sinh ra ở quận Kitgum, thuộc tiểu vùng Acholi, khu vực phía Bắc của Uganda, vào ngày 9 tháng 1 năm 1964. Năm 1991, bà tốt nghiệp với Bằng Cao cấp về Marketing, từ Trường Kinh doanh Đại học Makerere. Năm 2004, bà nhận bằng Cử nhân Hành chính công của Đại học Hồi giáo ở Uganda. Đại học Makerere, trường đại học công lập lâu đời nhất và lớn nhất ở Uganda đã trao cho bà Bằng thạc sĩ quản trị và quản lý công. Ngoài ra bà cũng có Chứng chỉ Dân chủ và Quản trị tốt, được lấy từ Đại học Marquette, Hoa Kỳ.

## Sự nghiệp trước chính trị
Trong khoảng thời gian hơn hai năm, từ năm 1991 đến năm 1993, Beatrice Anywar làm Giám đốc Kho tại một công ty tên là UFEL Uganda. Sau đó, trong hai năm tiếp theo, 1994 và 1995, bà làm Chuyên viên Tiếp thị Cao cấp tại Vitafoam Uganda Limited, một công ty sản xuất nệm. Sau đó, bà làm việc trong văn phòng chăm sóc khách hàng thương mại của Tập đoàn cấp thoát nước quốc gia, phục vụ ở đó trong tám năm, từ năm 1996 đến năm 2004.

## Sự nghiệp chính trị
Trong đảng chính trị FDC
Bà gia nhập chính trị của Uganda bằng cách tranh cử vào ghế nghị sĩ Quốc hội Kitgum vào năm 2006. Bà đã được bầu, đánh bại ứng cử viên của Phong trào Kháng chiến Quốc gia Santa Okot. Bà được bổ nhiệm làm Bộ trưởng môi trường trong hậu trường, trong nhiệm kỳ đầu tiên tại quốc hội, do hoạt động môi trường của bà.
Cô trở nên nổi tiếng với công việc cứu rừng Mabira ở Uganda. Tổng thống Yoweri Museveni và chính phủ, trước khi làm việc với bà, đã quyết định bán rừng cho công ty mía đường Sugar Corporation of Uganda Limited (SCOUL) để chặt hạ và chuyển đổi thành đồn điền mía để sản xuất ethanol. Bà đã chiến đấu cùng với Hiệp hội các nhà môi trường chuyên nghiệp quốc gia để ngăn chặn việc chặt hạ và tổ chức tẩy chay đường của SCOUL.
Vào năm 2007, khoảng 100.000 người dân Uganda đã trình diễn trong một cuộc biểu tình có tên "Cuộc thập tự chinh Mabira" chống lại tổng thống và quân đội để cứu rừng. Ba người chết và nhiều người bị thương. Nhà của Atim Anywar bị quân đội và cảnh sát bao vây, và bà bị giam cầm vì lý do khủng bố.